# کوتی (هرتسگ نووی)
کوتی (به لاتین: Kuti) یک منطقهٔ مسکونی در مونته‌نگرو است که در شهرداری هرتسگ نووی واقع شده‌است. کوتی ۷۲۹ نفر جمعیت دارد.